# Extremely low frequency
La locuzione inglese extremely low frequency (ELF) indica, nella designazione ITU, la banda di frequenze radio compresa fra 3 e 30 Hz. 

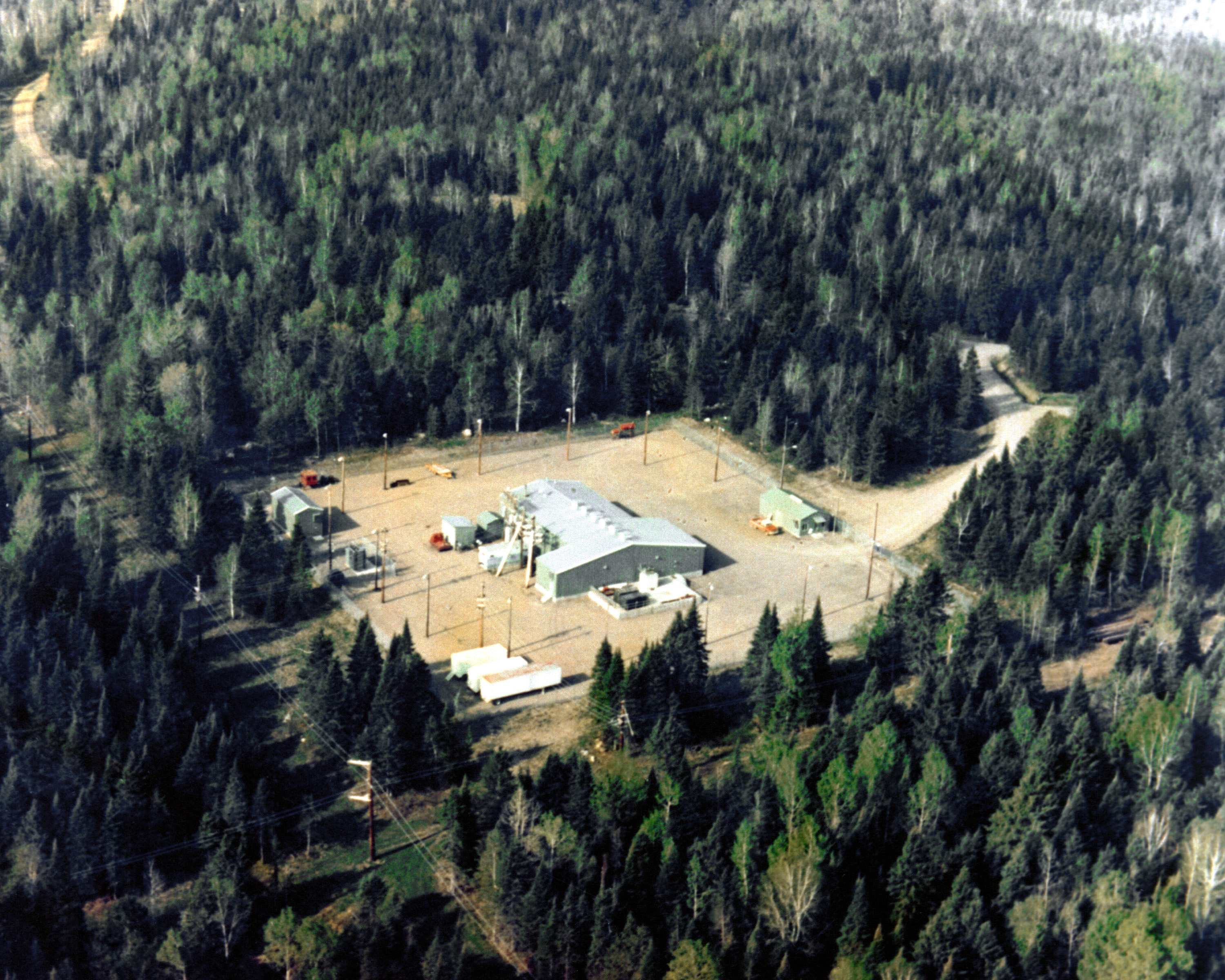
Veduta aerea dell'impianto ELF della U.S. Navy situato nella Chequamegon National Forest. Trasmetteva segnali a 76 Hz con due "ground dipole" (dipoli collegati a terra alle estremità) perpendicolari, lunghi circa 22,5 km. Un tratto dell'antenna che attraversava la foresta è visibile in basso a sinistra. La trasmissione richiedeva una corrente di 300 A con una potenza applicata di. La potenza irradiata era di soli 2 W. La foto è stata scattata nel 1982, prima che l'impianto diventasse operativo ed era conosciuto come "Wisconsin Test Facility".

## Utilizzi
La banda ELF era utilizzata dalla Marina degli Stati Uniti e da quella Sovietica/Russa per comunicare con i sottomarini immersi. A causa dell'elevata conduttività elettrica dell'acqua salata, i sottomarini sono schermati dalla maggior parte di trasmissioni elettromagnetiche. I segnali nel campo di frequenze ELF, invece, possono penetrare molto più in profondità. La scarsa banda passante delle comunicazioni ELF limita il loro utilizzo come canali di comunicazione; solitamente i segnali ELF vengono usati per trasmettere la richiesta di emersione ad un sottomarino e dare inizio ad un qualche altro tipo di comunicazione.
Una delle difficoltà che si incontrano nella trasmissione nelle frequenze ELF è la dimensione dell'antenna. Per poter trasmettere a grandi distanze è necessaria un'antenna enorme. Gli Stati Uniti avevano due stazioni, una a Chequamegon National Forest, nel Wisconsin, l'altra a Escanaba State Forest nel Michigan, prima che iniziasse lo smantellamento delle stesse a fine settembre 2004. Entrambe utilizzavano lunghe dorsali come antenne, in vari spezzoni lunghi da 22 a 45 chilometri. Le trasmissioni ELF necessitano di considerevoli intensità di corrente.
Ci furono alcune remore sul possibile impatto ambientale dei segnali ELF. Nel 1984 un giudice federale fermò la costruzione, richiedendo ulteriori studi ambientali e sulla salute. Questa sentenza fu invalidata dalla corte d'appello sulla base del fatto che la Marina degli Stati Uniti sostenne di aver già speso oltre 25 milioni di dollari per studiare gli effetti dei campi elettromagnetici, deducendone che gli effetti sono simili a quelli delle linee di distribuzione della corrente elettrica. Questa sentenza non fu universalmente accettata e durante il periodo in cui gli impianti ELF furono attivi, politici come Herb Kohl, Russ Feingold e Dave Obey ne chiesero la chiusura.
Trasmettitori nel campo dei 20 Hz sono usati anche con i robot Pipeline Inspection Gauge usati nella pulizia degli oleodotti. Il segnale trasmesso viene spesso usato per rintracciare la macchina quando si incastra nel condotto.
Alcuni radioamatori registrano i segnali ELF con enormi antenne costruite a mano e li riproducono a velocità maggiore per poter ascoltare le naturali fluttuazioni del campo elettromagnetico terrestre. Aumentare la velocità del nastro magnetico permette di portare le ELF nel campo di frequenze udibili.
Campi elettromagnetici che ricadono in questa banda vengono applicati al corpo umano per mezzo di solenoidi di opportuna induttanza, per effettuare la magnetoterapia a bassa frequenza.

## Brevetti
- Tanner, R. L., US patent 3215937, "Extremely low-frequency antenna". 1965.
- Hansell, Clarence W., US patent 2389432, "Communication system by pulses through the Earth".

### Nei media
- Le onde ELF (tradotte come "un messaggio a bassa frequenza") vengono citate nel film Caccia a Ottobre Rosso del 1990.
- Le onde ELF vengono citate nel telefilm Fringe, nel 21º episodio della terza stagione.
- Nella sesta stagione della serie tv X-Files il 2º episodio è incentrato sulla strana morte di alcuni cittadini di Elko, Nevada causata dall'esposizione prolungata alle onde ELF.
- Le onde ELF vengono citate nel romanzo "La Nave Dei Morti" di Clive Cussler